# Portada/article agost 4

## Ernest Shackleton
Sir Ernest Henry Shackleton CVO, OBE, Kt (15 de febrer del 1874 – 5 de gener del 1922) fou un explorador angloirlandès, principalment recordat per la seva expedició per l'oceà Antàrtic, de 1914 a 1916, amb el vaixell Endurance. Va rebre l'Orde Reial de Victòria i l'Orde de l'Imperi Britànic per les seves contribucions.
Shackleton és especialment conegut per dirigir la infructuosa Expedició Imperial Transantàrtica, sovint coneguda com a Expedició Endurance, entre 1914 i 1916. Malgrat que Shackleton va fracassar en l'objectiu de creuar a peu el continent antàrtic, va demostrar les seves qualitats de lideratge —per les quals se'l recorda millor— quan el vaixell Endurance va quedar atrapat al gel i, posteriorment, es va trencar i enfonsar.